# Molpré
Molpré  ist eine französische Ortschaft und eine Commune déléguée in der Gemeinde Mièges mit 27 Einwohnern (Stand 1. Januar 2022) im Département Jura in der Region Bourgogne-Franche-Comté. Molpré ist ein Ortsteil der Gemeinde Mièges.

## Geographie
Molpré liegt auf 786 m, etwa 13 Kilometer ostnordöstlich der Stadt Champagnole (Luftlinie). Das Straßenzeilendorf erstreckt sich im Jura, in der Senke des Val de Mièges auf einer Anhöhe zwischen den Bachläufen von Serpentine im Norden und Ruisseau d’Essavilly im Süden.
Die Fläche der 2,73 km² großen Commune déléguée umfasst einen Abschnitt des französischen Juras. Der Hauptteil des Gebietes wird von der breiten Mulde des Val de Mièges eingenommen, die durchschnittlich auf 760 m liegt. Das Gebiet der Commune déléguée ist hauptsächlich von Wies- und Weideland bestanden. Entwässert wird das Val de Mièges durch die Serpentine und ihren linken Seitenbach Ruisseau d’Essavilly nach Westen zum Ain. Das Areal der Commune déléguée erstreckt sich auf die umliegenden Hochplateaus, im Norden auf das Plateau von Censeau (860 m), im Süden auf die Höhe von Longcochon und im Osten bis auf einen Vorsprung des Plateaus von Essavilly, auf dem mit 878 m die höchste Erhebung der Gemeinde Molpré erreicht wurde.
Nachbargemeinden von Molpré waren Censeau im Norden, Communailles-en-Montagne und Mignovillard im Osten, Longcochon im Süden sowie Nozeroy und Mièges im Westen.

## Geschichte
Vom 12. bis zum 14. Jahrhundert bildete Molpré eine eigene Herrschaft, die unter der Oberhoheit der Herrschaft von Nozeroy stand. Zusammen mit der Franche-Comté gelangte das Dorf mit dem Frieden von Nimwegen 1678 an Frankreich. Bis 1794 hieß die Ortschaft Mauprel. 1813 fusionierte Molpré mit Mièges, wurde jedoch 1846 wieder abgetrennt und bildete bis zur erneuten Eingliederung nach Molpré am 1. Januar 2016 eine eigenständige Gemeinde.

## Sehenswürdigkeiten
Von der ehemaligen Burg sind nur noch wenige Überreste erhalten.

## Bevölkerung
| Bevölkerungsentwicklung | Bevölkerungsentwicklung |
| Jahr                    | Einwohner               |
| ----------------------- | ----------------------- |
| 1962                    | 51                      |
| 1968                    | 53                      |
| 1975                    | 35                      |
| 1982                    | 38                      |
| 1990                    | 32                      |
| 1999                    | 33                      |
| 2006                    | 29                      |
| 2017                    | 21                      |

Mit 21 Einwohnern (Stand 1. Januar 2013) gehörte Molpré zu den kleinsten Gemeinden des Départements Jura. Nachdem die Einwohnerzahl in der ersten Hälfte des 20. Jahrhunderts markant abgenommen hatte (1891 wurden noch 125 Personen gezählt), wurden seit Beginn der 1970er Jahre nur noch geringe Schwankungen verzeichnet.

## Wirtschaft und Infrastruktur
Molpré war bis weit ins 20. Jahrhundert hinein ein vorwiegend durch die Landwirtschaft, insbesondere Milchwirtschaft und Viehzucht geprägtes Dorf. Noch heute leben die Bewohner zur Hauptsache von der Tätigkeit im ersten Sektor. Außerhalb des primären Sektors gibt es nur wenige Arbeitsplätze im Dorf. Einige Erwerbstätige sind auch Wegpendler, die in den umliegenden größeren Ortschaften ihrer Arbeit nachgehen.
Die Ortschaft liegt abseits der größeren Durchgangsstraßen an einer Departementsstraße, die von Nozeroy nach Frasne führt. Weitere Straßenverbindungen bestehen mit Mièges und Mignovillard.